# Gli anni perduti
Gli anni perduti è un romanzo dello scrittore Vitaliano Brancati, scritto tra il 1934 e il 1936.

## Descrizione
Quest'opera segnerà il definitivo distacco dalle opere da lui scritte precedentemente e preannuncerà i temi e lo stile che saranno propri del Brancati maturo.
Il romanzo è considerato da molti come il vero inizio dell'attività narrativa di Brancati, sicuramente, come dice Anceschi, questo rappresenta "il momento della consapevolezza di sé e della sua angoscia". 
Tuttavia, anche se le tematiche trattate preannunciano quelle delle sue opere migliori (non più miti ed eroi ma la realtà vista nel suo aspetto più cupo e deludente), e anche se lo stile si fa più pungente e ironico, l'opera risente ancora di un certo gusto barocco, frequentissimo è l'uso della metafora (in un certo senso tutta l'opera, a cominciare dal titolo, è una grande metafora) 
che però già qui, a differenza delle opere passate, non è più usata per sfuggire la realtà, ma al contrario per esprimere il rapporto tra l'uomo e la realtà in maniera nuova.

## Trama
La cupa protagonista del romanzo è la noia: a Natàca
(il nome corrisponde all'anagramma del nome greco di Catania) non accade mai nulla, i bar della città brulicano di uomini che ad uno sguardo superficiale possono sembrare contenti ma che a ben guardare rivelano un'aria rassegnata e quasi di sofferenza, come se una catena scorresse sotto i tavoli e tenesse legati gli avventori. Anche le ragazze sono divorate dalla noia e nella noia annegano tutti i personaggi del romanzo, rappresentati da benestanti sfaccendati, intellettuali in vacanza permanente da ogni impegno e quindi, in ultima analisi, anche dalla vita. Il libro è imperniato tutto sulla storia, o sulla non-storia, di tre amici tra i quali si distingue Leonardo, che dei tre personaggi è il più chiaramente autobiografico. A sconvolgere la tranquilla noia di Natàca arriva il professor Buscaino, un personaggio strano e misterioso che ha un'idea sconvolgente: costruire una torre panoramica, che nella descrizione corrisponde alla Torre Alessi di Catania. Tutti i personaggi spenti, che non avevano mai fatto niente, si lasciano prendere da quest'idea bizzarra. L'impresa faraonica coinvolge tutta la città per ben dieci anni. Questo non comporta però per gli abitanti di Natàca il risveglio dal loro torpore: essi vivono in una sorta di buio permanente che potrà essere dissolto solo in un futuro, quando la torre sarà completata, la speranza, la salvezza è rappresentata dalla luce e dalle cose che si potranno vedere dalla torre. Ma l'attività frenetica dell'impresa e le speranze degli abitanti di Natàca vengono vanificate appena un momento prima di essere raggiunte dalla burocrazia che nega il permesso dell'apertura della torre. Nessuno lo sapeva ma da ben quattordici anni esisteva a Natàca il divieto di costruire torri panoramiche. Leonardo sarà quello che ci perderà di più, perché forse era quello che ci aveva creduto di più, chi in qualche ci modo ci guadagnerà sarà invece Buscaino che era riuscito ad andarsene da Natàca e che per questo motivo sembrava all'amico come "la mosca che giunge stentamente all'orlo del bicchiere dopo essere uscita dal latte", che proprio alla fine riuscirà a confessare a sé stesso di non essere mai stato in America e ad esternare la presenza di un altro sé stesso più vero e più onesto che forse in questa nuova situazione poteva ancora ricominciare. Solo Lisa, la "Buona" Lisa, riuscirà alla fine a gridare un "Evviva la vita" e ad avviarsi ironicamente verso il risveglio.